# Die endlose Nacht
Die endlose Nacht è un film del 1963 diretto da Will Tremper.

## Riconoscimenti
- Lola al miglior film 1963